# Estêvão Queiroga
Estêvão Queiroga (João Pessoa, 1985) é um cantor, compositor, produtor musical, multi-instrumentista, arranjador, jornalista e publicitário brasileiro.

## Biografia
Estêvão Queiroga nasceu em João Pessoa e, ainda na infância, mudou-se para Manaus. É formado em Jornalismo pela Universidade Federal do Amazonas.
Antes de lançar seu primeiro disco, atuou como publicitário em diversas empresas nacionais e multinacionais e recebeu o prêmio London International Advertising Awards.

## Carreira
Lançou seu primeiro disco como artista solo em julho de 2016, de título Diálogo Número Um. O álbum foi distribuído pela gravadora Sony Music Brasil, através do selo LG7, do cantor Leonardo Gonçalves. Estêvão iniciou uma série de apresentações junto a turnê Princípio, promovida por Gonçalves.
O primeiro single de sua carreira solo, a canção "A Partida e o Norte", recebeu, ao mesmo tempo, versão em videoclipe. A produção audiovisual alcançou mais de 100 mil visualizações e entrou entre as músicas mais ouvidas na plataforma de streaming Spotify. O álbum também alcançou o primeiro lugar na parada brasileira de álbuns do iTunes.
Diálogo Número Um foi aclamado pela crítica pelas composições autorais e influências musicais que vão desde o jazz, soul e pop. O disco contou com a participação da Orquestra Sinfônica Nacional Checa em várias faixas.
Em fevereiro de 2019, lançou seu primeiro álbum ao vivo, de título Nós. O trabalho contou com as participações de Inovasamba, Mauro Henrique e Henrique Torres.

## Discografia
- 2016: Diálogo Número Um
- 2019: Nós